# Petar Perica Vidić
Petar Perica Vidić, hrvaški frančiškan, duhovnik, slikar in grafik iz Bosne in Hercegovine, * 7. avgust 1938.

## Biografija
Osnovno šolo je končal v Sarajevu. Klasično gimnazijo je opravil na Frančiškanski klasični gimnaziji v Visokem, kjer je bil kasneje profesor. Študij filozofije in teologije je končal na Frančiškanski teologiji v Sarajevu . Od leta 1962 je delal v ateljeju akademskega slikarja Gabrijela Jurkića, od leta 1965 do 1966 pa v ateljeju akademskega slikarja Staneta Kregarja v Ljubljani. Leta 1966 je odšel na Dunaj in obiskoval Akademijo za likovno umetnost, kjer je študiral grafiko v razredu profesorja Maxa Melcharja. Od leta 1970 je poučeval likovno umetnost in kasneje umetnostno zgodovino na Frančiškanski klasični gimnaziji v Visokem. V frančiškanski skupnosti Bosna Srebrena je opravljal naloge vzgojitelja frančiškanske mladine. Od leta 2000 je predsednik Matice hrvatske v Sarajevu. Od leta 1995 je član Akademije znanosti in umetnosti Bosne in Hercegovine . Razstavljal je v Bosni in Hercegovini ter tujini. Je gvardijan frančiškanskega samostana sv. Ante na Bistriku. Leta 2011 mu je papež Benedikt XVI. podelil križ za Cerkev in papeža.